# 付家佐镇
付家佐镇，原为付家佐乡，是中华人民共和国河北省沧州市肃宁县下辖的一个乡镇级行政单位。位于肃宁县西部，总面积50.9平方公里，辖17个行政村，全乡耕地5.9万亩。2021年1月，经河北省人民政府批准，撤销付家佐乡，设立付家佐镇。

## 行政区划
付家佐镇下辖以下地区：
付家佐村、白牛堤村、葛家庄村、任家庄村、西泊庄村、刘家屯村、赵黄庄村、西郭家庄村、东泊庄村、西甘河村、袁家佐村、郗家庄村、北石宝一分村、北石宝二分村、北石宝三分村、西石宝村和南石宝村。

## 名人
- 刘春霖，中国科举制度中最后一位状元